# شاغة
الشَّاغَة أو الكُنسودة أو السُّمْفُوطُن أو السنفيتون (الاسم العلمي: Symphytum) هو جنس من النباتات يتبع الفصيلة الحمحمية من طبقة النجمياوايات.

## قائمة أنواع السمفوطن
يوجد عدة أنواع من جنس السمفوطن:

### أنواع مؤكدة
- شاغة إيبيرية (الاسم العلمي:Symphytum ibiricum)
- شاغة أبخازية (الاسم العلمي:Symphytum abchasicum)
- شاغة خشنة (الاسم العلمي:Symphytum asperrimum)
- شاغة بستانية (الاسم العلمي:Symphytum bulbosum)
- شاغة جزيرية (الاسم العلمي:Symphytum insulare)
- شاغة خشنة (الاسم العلمي:Symphytum asperum)
- شاغة دافيسية (الاسم العلمي:Symphytum davisii)
- شاغة درنية (الاسم العلمي:Symphytum tuberosum)
- شاغة شرقية (الاسم العلمي:Symphytum orientale)
- شاغة مخزنية (الاسم العلمي:Symphytum officinale)
- شاغة طوروسية (الاسم العلمي:Symphytum tauricum)
- شاغة عثمانية (الاسم العلمي:Symphytum ottomanum)
- شاغة غوسونية (الاسم العلمي:Symphytum gussonei)
- شاغة قلبية (الاسم العلمي:Symphytum cordatum)
- شاغة قوقازية (الاسم العلمي:Symphytum caucasicum)
- شاغة كريتية (الاسم العلمي:Symphytum creticum)
- شاغة كيكلادسية (الاسم العلمي:Symphytum cycladense)
- شاغة ملفوفة (الاسم العلمي:Symphytum circinale)
- شاغة ناكسوسية (الاسم العلمي:Symphytum naxicola)

### أنواع غير مؤكدة
- شاغة بيضاس (الاسم العلمي:Symphytum album)
- شاغة أرمنية (الاسم العلمي:Symphytum armenum)
- شاغة أزورية (الاسم العلمي:Symphytum azureum)
- شاغة أناضولية (الاسم العلمي:Symphytum anatolicum)
- شاغة بنفسجية (الاسم العلمي:Symphytum violaceum)
- شاغة بوهيمية (الاسم العلمي:Symphytum bohemicum)
- شاغة حرجية (الاسم العلمي:Symphytum sylvaticum)
- شاغة صغيرة (الاسم العلمي:Symphytum minus)
- شاغة ضيقة الأوراق (الاسم العلمي:Symphytum angustifolium)
- شاغة عنتابية (الاسم العلمي:Symphytum aintabicum)
- شاغة فلسطينية (الاسم العلمي:Symphytum palestinae)
- شاغة كردية (الاسم العلمي:Symphytum kurdicum)
- شاغة لينة (الاسم العلمي:Symphytum molle)
- شاغة متغايرة (الاسم العلمي:Symphytum variegatum)
- شاغة متفرعة (الاسم العلمي:Symphytum racemosum)
- شاغة متوسطية (الاسم العلمي:Symphytum mediterraneum)
- شاغة ملتبسة (الاسم العلمي:Symphytum ambiguum)
- شاغة ملكية (الاسم العلمي:Symphytum regium)
- شاغة ملونة (الاسم العلمي:Symphytum pictum)
- شاغة منقطة (الاسم العلمي:Symphytum punctatum)
- (الاسم العلمي:Symphytum beckii)
- (الاسم العلمي:Symphytum besseri)
- (الاسم العلمي:Symphytum bornmuelleri)
- (الاسم العلمي:Symphytum borragineum)
- (الاسم العلمي:Symphytum brachycalyx)
- (الاسم العلمي:Symphytum brochum)
- (الاسم العلمي:Symphytum bullatum)
- (الاسم العلمي:Symphytum calcaratum)
- (الاسم العلمي:Symphytum carmosina)
- (الاسم العلمي:Symphytum carpaticum)
- (الاسم العلمي:Symphytum ciscaucasium)
- (الاسم العلمي:Symphytum clusii)
- (الاسم العلمي:Symphytum coccineum)
- (الاسم العلمي:Symphytum coeruleum)
- (الاسم العلمي:Symphytum commune)
- (الاسم العلمي:Symphytum consolida)
- (الاسم العلمي:Symphytum cordifolium)
- (الاسم العلمي:Symphytum dichroanthum)
- (الاسم العلمي:Symphytum donii)
- (الاسم العلمي:Symphytum echinatum)
- (الاسم العلمي:Symphytum elatum)
- (الاسم العلمي:Symphytum euboicum)
- (الاسم العلمي:Symphytum filipendulum)
- (الاسم العلمي:Symphytum foliosum)
- (الاسم العلمي:Symphytum grandiflorum)
- (الاسم العلمي:Symphytum hajastanum)
- (الاسم العلمي:Symphytum hirsutum)
- (الاسم العلمي:Symphytum icaricum)
- (الاسم العلمي:Symphytum incarnatum)
- (الاسم العلمي:Symphytum intermedium)
- (الاسم العلمي:Symphytum jacquinianum)
- (الاسم العلمي:Symphytum laeve)
- (الاسم العلمي:Symphytum leonhardtianum)
- (الاسم العلمي:Symphytum longipetiolatum)
- (الاسم العلمي:Symphytum longisetum)
- (الاسم العلمي:Symphytum macrolepis)
- (الاسم العلمي:Symphytum majus)
- (الاسم العلمي:Symphytum microcalyx)
- (الاسم العلمي:Symphytum multicaule)
- (الاسم العلمي:Symphytum pannonicum)
- (الاسم العلمي:Symphytum patens)
- (الاسم العلمي:Symphytum podcumicum)
- (الاسم العلمي:Symphytum popovii)
- (الاسم العلمي:Symphytum pseudobulbosum)
- (الاسم العلمي:Symphytum savvalense)
- (الاسم العلمي:Symphytum secundum)
- (الاسم العلمي:Symphytum sepulcrale)
- (الاسم العلمي:Symphytum sicyosmum)
- (الاسم العلمي:Symphytum stenophyllum)
- (الاسم العلمي:Symphytum tanaicense)
- (الاسم العلمي:Symphytum uplandicum)
- (الاسم العلمي:Symphytum vetteri)

### أنواع هجينة

#### مؤكدة
- شاغة كثيرة الأزهار (الاسم العلمي:Symphytum x floribundum)
- (الاسم العلمي:Symphytum x uplandicum)

#### غير مؤكدة
- (الاسم العلمي:Symphytum x bicknellii)
- (الاسم العلمي:Symphytum x ferrariense)
- (الاسم العلمي:Symphytum x hidcotense)
- (الاسم العلمي:Symphytum x hyerense)
- (الاسم العلمي:Symphytum x mosquense)
- (الاسم العلمي:Symphytum x norvicense)
- (الاسم العلمي:Symphytum x perringianum)
- (الاسم العلمي:Symphytum x polonicum)
- (الاسم العلمي:Symphytum x rakosiense)
- (الاسم العلمي:Symphytum x ullepitschii)
- (الاسم العلمي:Symphytum x zahlbruckneri)